# Шимваж
Шимваж (мар. Оврашныр) — деревня в Горномарийском районе Республики Марий Эл Российской Федерации. Входит в состав Пайгусовского сельского поселения.
Численность населения — 25 человек (2014 год).

## Географическое положение
Деревня Шимваж расположена на территории лесного заказника «Васильсурские дубравы», в 5 км к юго-востоку от села Новая Слобода. Единственная проходимая для автотранспорта дорога идёт из Васильсурска через Новую слободу. Дорога до Революции и Макаркино проходит через сильно заболоченный лес и может быть преодолена только пешком или на вездеходах. Расстояние до Макаркино по этой дороге 11 км. Сама деревня огорожена изгородью, на въездах в неё установлены ворота.
Официальное название происходит от марийского названия речки Чернушки протекающей возле деревни (мар. Шимваж), которое переводится как Чёрный исток. Местное название происходит от имени одного из поселенцев и слова ныр — поле.

## История
По архивным документам известно, что в 1898 году на месте деревни находилась сторожка в общественном лесу. Сама деревня была основана в 1920-х годах переселенцами из других деревень района. Во время коллективизации в деревне был создан колхоз «Путь к социализму», позднее при объединении с деревнями Новая Слобода, Этвайнуры и Красное Селище преобразованный в колхоз «Путь коммунизма». При укрупнении колхозов после войны вошёл в состав колхоза «Красный май», впоследствии «Россия».
Шимваж — родина марийского композитора Владислава Порфирьевича Куприянова (1936—1989).

## Население
| 2002 | 2010 | 2014 |
| ---- | ---- | ---- |
| 31   | ↘20  | ↗25  |

По состоянию на 1 января 2001 года в деревне Шимваж было 28 дворов, в том числе 7 пустующих, с населением в 35 человек.